# Zwei Wahrheiten
Zwei Wahrheiten (englisch: Two Kinds of Truth) ist der 31. Roman des US-amerikanischen Krimi-Autors Michael Connelly. Neben dem Haupt-Protagonisten Harry Bosch (20. Roman der Harry-Bosch-Serie) tritt in einer Nebenrolle auch Mickey Haller auf, bekannt als Lincoln Lawyer. Der Roman erschien 2017 in Englisch, in deutscher Übersetzung 2023.

## Handlung
Bosch arbeitet 2017 ehrenamtlich für das San Fernando Police Department an alten ungelösten Fällen. Ohne Vorwarnung besuchen ihn Ermittler der Conviction Integrity Unit, die nachträglich angefochtene Urteile überprüft. Alex Kennedy von der Staatsanwaltschaft, Boschs frühere Partnerin Lucia Soto und ihr Kollege Bob Tapscott vom LAPD wollen Bosch über einen Fall befragen, durch dessen Aufklärung Bosch vor 30 Jahren den Sexualmörder Preston Borders in die Todeszelle gebracht hatte. Die drei Ermittler konfrontieren Bosch mit einem neuen Fund, einer DNA-Spur: Die DNA-Untersuchung eines winzigen Spermaflecks vom Pyjama des Mordopfers Danielle Skyler ergab eine Übereinstimmung mit der eines anderen verurteilten Vergewaltigers, Lucas John Olmer. Bosch weigerte sich zu glauben, dass Borders unschuldig war. Und nicht nur das: Die internen Ermittler machen ihm implizit den Vorwurf, einen Anhänger des Opfers damals dem Verdächtigen untergeschoben zu haben, um die Verurteilung Borders zu erreichen. Boschs Reputation steht auf dem Spiel. Er wendet sich an seinen Halbbruder Mickey Haller, den Lincoln Lawyer, ihn in der Auseinandersetzung zu vertreten und ihm zu helfen, eine Freilassung von Borders zu verhindern.
Am selben Tag muss Bosch mit seiner Partnerin Bella Lourdes vom SFPD zum Tatort eines Doppelmords, der Apotheke La Familia Farmacia. Bei den Opfern handelt es sich um Vater und Sohn. Die Indizien deuten darauf hin, dass es sich nicht um einen Raubüberfall handelte, sondern eine gezielte Tötung. Die Ermittlungen ergeben, dass in der Apotheke in großem Umfang Rezepte auf Oxycodon eingelöst wurden, die in einer naheliegenden Klinik ausgestellt worden waren. Der Sohn des Apothekers hatte darüber das Medical Board of California informiert. Bosch wendet sich an das Medical Board und trifft dort auf seinen früheren Partner Jerry Edgar, der die Anzeige bearbeitet und der Bosch die ganze Tragweite der Opioidkrise erläutert. In Zusammenarbeit mit dem DEA-Agenten Hovan entschließt sich Bosch, als verdeckter Ermittler in die Drogenmafia einzudringen, um an die eigentlichen Hintermänner zu kommen.
Die Drogenbande benutzt ein Privatflugzeug, um obdachlose Süchtige in Südkalifornien herumzufliegen und gefälschte Rezepte für Opioide einlösen zu lassen. Die Süchtigen werden wie Sklaven gehalten in einem Camp ähnlich wie Slab City, damit sie den Fängen der Mafia nicht entkommen können. Bosch landet undercover in diesem Camp und findet heraus, dass die dortigen Russisch sprechenden Chefs ziemlich sicher die Killer der beiden Apotheker waren.
Plötzlich sagen die beiden Gangster, dass sie Bosch zurück nach Los Angeles fliegen wollen. Er ahnt, dass sie ihn über dem Saltonsee aus dem Flugzeug werfen wollen. Aber warum war er aufgeflogen? Im Flugzeug zeigt ihm einer der Mörder auf seinem Handy einen Artikel in der Los Angeles Times über die mögliche Rehabilitation von Borders mit einem Foto von Harry Bosch. Bosch vermutet, dass Kennedy von der Staatsanwaltschaft die Sache geleakt hat und dem Reporter der LA Times Material zugespielt hat. Bosch muss sich im Flugzeug gegen die beiden Drogenbosse verteidigen. In seinem Gehstock, der seine Tarnung als drogensüchtiger Obdachloser unterstreichen sollte, ist im Griff ein Messer versteckt. Mit dessen Hilfe gelingt es Bosch, einen der Angreifer zu töten; der andere entgeht Boschs Furor durch einen Sprung aus dem Flugzeug. Bosch zwingt den Piloten, ihn nach Los Angeles zu fliegen. Spätere Ermittlungen des SFPD und der DEA bestätigen Boschs Vermutung, dass die beiden Drogenbosse die Killer der Apotheker waren.
Kaum ein bisschen erholt von den verdeckten Ermittlungen und dem Kampf im Flugzeug, muss sich Bosch um seinen Ruf in der Verhandlung um die Aufhebung des Todesurteils gegen Preston Borders kümmern. Bosch hatte schon herausgefunden, dass ein Beamter des LAPD, Terence Spencer – im Griff finanzieller Verpflichtungen in der Folge der Finanzkrise 10 Jahre zuvor –, höchstwahrscheinlich die Asservaten manipuliert hatte und den Pyjama mit der DNA platziert hatte. Pikanterweise hat Spencer Kontakt zu dem Anwaltsehepaar Cronyn, das Borders vertritt und sich ausrechnet, an der Entschädigung für Borders enormen finanziellen Gewinn zu machen.
Mickey Haller gelingt es unter Verweis auf den Artikel in der LA Times, den vorsitzenden Richter zu überzeugen, dass er als Partei zur Verhandlung zugelassen wird. Dabei kündigt er an, Terence Spencer in den Zeugenstand zu rufen. Der Zeuge soll aussagen, wie die DNA untergeschoben wurde. Borders explodiert und beschuldigt seine Anwälte, dass ihr Plan „bescheuert“ war. Nach diesem Schuldeingeständnis ist die Verhandlung gelaufen. Der Richter lässt das Anwaltsehepaar noch im Gerichtssaal in Haft nehmen. Bosch ist voll rehabilitiert; die LA Times wird zu einem entsprechenden Artikel verpflichtet.
Bosch und Haller feiern den Erfolg. Bosch fragt sich immer noch, wer der LA Times Informationen zugesteckt hat. Er hat gesehen, dass Mickey Haller im Gericht mit David Ramsey von der LA Times gesprochen hat. Nun weiß er, dass Haller es war, der die Zeitung informiert hatte. Der Lincoln Lawyer rechtfertigt den Move damit, dass er es nur so schaffen konnte, zur Verhandlung zugelassen zu werden. Bosch kann sich damit moralisch nicht einverstanden erklären – trotz des Erfolgs vor Gericht.

## Verfilmung
Die Handlung der fünften Staffel der von Amazon Studios produzierten Krimiserie Bosch aus dem Jahr 2019 basiert im Wesentlichen auf „Zwei Wahrheiten“.

## Hintergrund
Michael Connelly Romane haben immer einen aktuellen zeitgeschichtlichen Bezug. Dies drückt sich schon im Titel des Buches aus: „Zwei Wahrheiten“. „Er wusste, dass es auf dieser Welt zwei Arten von Wahrheit gab. Die Wahrheit, die das unerschütterliche Fundament des Lebens und der Mission eines Menschen war. Und die andere, formbare Wahrheit, die Wahrheit von Politikern, Scharlatanen, korrupten Anwälten und ihren Mandanten, die Wahrheit, die sich für eigene Zwecke verdrehen und verfälschen ließ.“ (S. 139f) lässt Connelly Bosch denken. Der Titel kann kein Zufall sein: die Handlung spielt 2017, also kurz nach dem Amtsantritt von Donald Trump.
Der zweite Handlungsstrang des Buches, die Verfolgung der Mörder der Apotheker der Farmacia Familie, gibt einen hautnahen Einblick in die Opioidkrise in den Vereinigten Staaten.

## Rezeption
Kirkus Reviews sieht ein „strukturelles Problem“ in der Kombination zweier nicht zusammenhängender Fälle im Plot des Buchs, ist aber am Ende mit dem Buch versöhnt: „Aber eine wunderbare Sequenz im Gerichtssaal wird Sie zu Jubelstürmen hinreißen.“. Die Washington Post findet, dass der Roman „ein gut geschriebener und interessanter Krimi [ist], der das nur allzu reale Verbrechen der Pill Mills und der illegalen Abhängigkeit von verschreibungspflichtigen Medikamenten aufdeckt.“ Publishers Weekly hält das Buch für einen der schwächeren Romane Connelly, aber „solide“.

## Ausgaben
- Michael Connelly: Two Kinds of Truth. Little, Brown and Company, New York 2017, ISBN 978-0-316-22590-8.
- Michael Connelly: Zwei Wahrheiten: Der neue Fall für Harry Bosch. Aus dem amerikanischen Englisch von Sepp Leeb. Kampa, Zürich 2023, ISBN 978-3-311-12061-2, auch als E-Book.